# Phaeostigma (Magnoraphidia) wewalkai
Phaeostigma (Magnoraphidia) wewalkai is een kameelhalsvliegensoort uit de familie van de Raphidiidae. De soort komt voor in Griekenland.
Phaeostigma (Magnoraphidia) wewalkai werd voor het eerst wetenschappelijk beschreven door H. Aspöck & U. Aspöck in 1971.